# لمور کوتوله سیبری
 لمور کوتوله سیبری (نام علمی: Cheirogaleus sibreei) نام یک گونه از سرده لمور کوتوله است.